# Hopes and Fears
Hopes and Fears é o álbum de estreia da banda inglesa Keane, lançado em 2004.
Lançado a 10 de Maio de 2004, Hopes and Fears, é o primeiro álbum da banda britânica Keane.
Ele estreou em primeiro lugar na UK Albums Chart(fato que se repetiria com albuns posteriores) e tornou-se o segundo álbum britânico mais vendido do ano. Foi disco de platina 9 vezes no Reino Unido, o que fez com que o sucesso da banda alcançasse o resto do mundo.
Com o lançamento de Hopes and Fears, a banda ganhou dois prémios no Brit Awards em fevereiro de 2005; Melhor álbum britânico por Hopes and Fears e Melhor Revelaçã Britânica; com votação dos ouvintes da BBC Radio 1, superando bandas como Muse ou Franz Ferdinand, fazendo com que o ano de 2005 ficasse marcado como o da sua consagração.
Com quase seis milhões de cópias vendidas, foi classificado no nº 16 dos discos que mais venderam no Reino Unido.

## Faixas
Todas as faixas por Tim Rice-Oxley, Tom Chaplin e Richard Hughes, exceto onde anotado.

### Edição Reino Unido/México
Esta versão é considerada a definitiva, quer pela banda e fãs.
1. "Somewhere Only We Know" – 3:57
2. "Bend and Break" – 3:40
3. "We Might As Well Be Strangers" – 3:12
4. "Everybody's Changing" – 3:35
5. "Your Eyes Open" – 3:23
6. "She Has No Time" (Rice-Oxley, Chaplin, Hughes, James Sanger) – 5:45
7. "Can't Stop Now" – 3:38
8. "Sunshine" (Rice-Oxley, Chaplin, Hughes, Sanger) – 4:12
9. "This Is the Last Time" (Rice-Oxley, Chaplin, Hughes, Sanger) – 3:29
10. "On a Day Like Today" – 5:27
11. "Untitled 1" – 5:36
12. "Bedshaped" (Rice-Oxley, Chaplin, Hughes, Sanger) – 4:37

### Edição EUA/Internacional
1. "Somewhere Only We Know" – 3:57
2. "This Is the Last Time" – 3:29
3. "Bend and Break" – 3:39
4. "We Might As Well Be Strangers" – 3:12
5. "Everybody's Changing" – 3:36
6. "Your Eyes Open" – 3:22
7. "She Has No Time" – 5:46
8. "Can't Stop Now" – 3:38
9. "Sunshine" – 4:12
10. "Untitled 1" – 5:36
11. "Bedshaped" – 4:39

### Edição Japonesa
1. "Somewhere Only We Know" – 3:57
2. "This Is the Last Time" – 3:29
3. "Bend and Break" – 3:39
4. "We Might As Well Be Strangers" – 3:12
5. "Everybody's Changing" – 3:36
6. "Your Eyes Open" – 3:22
7. "She Has No Time" – 5:46
8. "Can't Stop Now" – 3:38
9. "Sunshine" – 4:12
10. "On a Day Like Today" – 5:27
11. "Untitled 1" – 5:36
12. "Bedshaped" – 4:39
13. "Snowed Under" - 3:52
14. "Allemande" - 4:24
15. "Somewhere Only We Know" (Vídeo)